# 海恩斯自治市鎮
海恩斯自治市鎮（英語：Haines Borough）是美國阿拉斯加州一個自治市鎮，位於該州東南部，東鄰加拿大卑斯省。面積6,070平方公里。根據美國2000年人口普查，共有人口2,392人。鎮治海恩斯（Haines）。
鎮名來自鎮治，以紀念為向當地原住民卡爾特人傳教事業籌款的社區領袖F. E. Haines女士。